# 롼링위
롼링위(阮玲玉, The Actress, 왕련옥)는 홍콩에서 제작된 관금붕 감독의 1991년 드라마 영화이다. 장만옥 등이 주연으로 출연하였고 성룡 등이 제작에 참여하였다.

## 출연

### 주연
- 장만옥
- 오계화
- 진한
- 양가휘

### 조연
- 유가령
- 이자웅
- 엽동

## 제작진
- 의상: 박약목